# Профессиональный союз

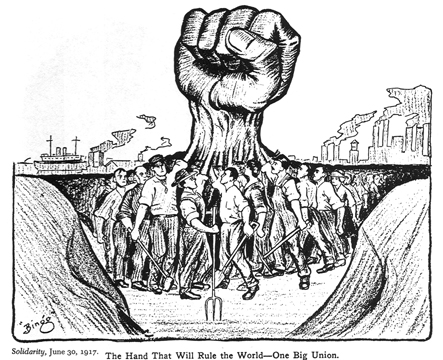
Иллюстрация из журнала Solidarity 1917 года

Профессиона́льный сою́з (сокр. профсою́з) — добровольное общественное объединение людей, связанных общими интересами по роду своей деятельности на производстве, в сфере обслуживания, культуре.
Объединения (движения) создаются с целью представительства и защиты прав и свобод работников в трудовых отношениях, а также социально-экономических интересов членов организации, с возможностью более широкого представительства наёмных работников.

## История
Союзы рабочих (англ. Trade-Unions, нем. Gewerkvereine, фр. Syndicats ouvriers) возникли в XIX веке в процессе борьбы европейского пролетариата против капиталистической эксплуатации. Родиной рабочих союзов является Англия, где они стали возникать с середины XVIII века. Большинство трейд-юнионов с 1899 года было объединено «Всеобщей федерацией трейд-юнионов». В 1868 году был сформирован Конгресс трейд-юнионов (Trades Union Congress), являющийся с тех пор главным координирующим органом профессионального движения. К 1920 году в профсоюзах Великобритании состояло около 60 % всех рабочих страны.
Профессиональные союзы получили своё широкое распространение по всему миру. Так, например, профессиональные рабочие союзы в США были организованы по типу английских. Первым профессиональным объединением была организация «Рыцари труда», возникшая в 1869 году, однако к началу XX века пришедшая в упадок, после чего на первое место выдвинулась «Американская федерация труда» (АФТ).
В Германской империи в 1860-х годах существовало несколько типов рабочих союзов: социал-демократические союзы (Gewerkschaften); христианские (католические и евангелические) союзы рабочих; Гирш-Дункеровские союзы (Gewerkvereine), связанные с партией свободомыслящих.
Гирш-Дункерские профсоюзы являлись реформистскими организациями Германии, созданными в 1868 году деятелями буржуазной прогрессивной партии М. Гиршем и Ф. Дункером. Проповедуя идею «гармонии» интересов труда и капитала, организаторы гирш-дункерских профсоюзов считали допустимым приём в профсоюзы наряду с рабочими и капиталистов, отрицали целесообразность стачечной борьбы. Они утверждали, что избавление рабочих от гнёта капитала возможно в рамках капиталистического общества посредством законодательства буржуазного государства, при помощи профессиональной организации; главную задачу профсоюзов они видели в посредничестве между рабочими и предпринимателями и в накоплении денежных средств. Отрицательное отношение к стачкам превращало гирш-дункеровские профсоюзы в организации штрейкбрехеров; их деятельность ограничивалась главным образом рамками касс взаимопомощи и культурно-просветительных организаций. Гирш-дункерские профсоюзы, просуществовавшие до мая 1933 года, никогда не представляли серьёзной силы в германском рабочем движении, несмотря на все усилия буржуазии и поддержку правительственных органов. В 1933 году оппортунистические деятели гирш-дункерских профсоюзов вошли в фашистский «трудовой фронт».
Во Франции союзы рабочих получили возможность свободно развиваться лишь при Третьей республике. В 1904 году в стране насчитывалось 4227 рабочих синдикатов с 715 тысячами членов. В 1906 году, на волне подъёма профсоюзного движения, была принята Амьенская хартия, которая провозглашала непримиримую борьбу между пролетариатом и буржуазией, профсоюзы признавались единственной приемлемой формой объединения рабочих, декларировался отказ от участия в политической (парламентской) борьбе, а всеобщая забастовка признавалась единственно возможным способом свержения капиталистического строя. Профсоюзы объявлялись независимыми от любых политических партий, что означало свободу вхождения в них членов любых партий и занятие ими должностей, однако без определения какой-либо политической ориентации синдикатов. Данная хартия представляла собой торжество идей революционного синдикализма.
На рубеже XIX и XX веков произошёл процесс политизации профсоюзного движения под влиянием марксистов (социал-демократов) и анархистов. Одним из примеров этого процесса может служить история возникновения международного праздника «Первое мая», когда в 1886 году, 4 мая на демонстрации протеста в результате провокации погибло несколько человек (была взорвана бомба, совершивший так и не был найден, а по ложному обвинению впоследствии было казнено четверо рабочих-анархистов). Три года спустя на Парижском конгрессе (1889) Второго интернационала в память казнённых анархистов 1 мая было объявлено днём международной рабочей солидарности.
В первые десятилетия XX века начинают создаваться международные объединения профессиональных союзов. Так, например, в 1905 году, в Чикаго было создано международное профсоюзное объединение Индустриальные рабочие мира (ИРМ), находящееся под влиянием идей революционного синдикализма, что явилось результатом соглашения между частью анархистов, социалистов и радикальных профсоюзных активистов.
Продолжавшиеся в начале XX века переговоры между анархистами из разных стран мира привели к созданию на Берлинском конгрессе (25 декабря 1922 — 2 января 1923) анархо-синдикалистской Международной ассоциации трудящихся (МАТ), также известного как Берлинский интернационал профсоюзов. Как и ИРМ, МАТ существует и сегодня. В 1929 году Всегерманское объединение профсоюзов насчитывало 4,9 млн членов.
Кроме того, в июле 1921 года в Москве был создан Профинтерн (Красный интернационал профсоюзов), находившийся под влиянием Коммунистического интернационала, созданного в 1919 году. Данный интернационал фактически прекратил своё существование в 1937 году.
Кроме этих объединений, существовало множество других, менее известных международных профсоюзных объединений.
Членство американцев в профсоюзах было максимальным в 1954 году — 35 %, ныне же в них состоит 11 % (2014). В ЕС средний процент состоящих в профсоюзах работников составляет 22 %.
По состоянию на 2005 год в Европе доля работников, состоящих в профсоюзах сильно варьируется по странам: подавляющее большинство в государствах Северной Европы (Дания — 80,1 %, Швеция — 74,7 %), намного ниже в Великобритании (25,4 %) и во Франции (14,3 %). В постсоциалистических странах Европы подавляющее большинство работников не состоит в профсоюзах, при этом имеет место тенденция к быстрому сокращению численности профсоюзов. Например, в Венгрии в 1997 году в профсоюзе состояли 20,9 % работников, а в 2005 году — только 10,6 % работников. Для Чехии эти показатели составили 36,9 % и 14,6 %, для Болгарии — 40,0 % и 13,3 %. Таким образом в этих трёх странах за 8 лет доля работников, состоящих в профсоюзах, сократилась в 2—3 раза.
В развитых странах в 1997—2005 годах доля работников, состоящих в профсоюзе, также сокращалась, но гораздо в меньшей пропорции, а в некоторых государствах этот показатель даже увеличился. Например, в Японии в 1997 году в профсоюзах состоял 33,1 % работников, а в 2005 год — 25,8 % работников. Для США эти показатели составили 14 % и 12,8 %. За этот период доля членов профсоюзов среди работников Канады и Норвегии увеличилась.

### Россия
Ленин указывал, что коммунисты обязаны проводить строгое различие между реакционной верхушкой профсоюзов и рядовой профсоюзной массой, «уметь убедить отсталых, уметь работать среди них, а не отгораживаться от них...»
В Российской империи до конца XIX века образование рабочих союзов не допускалось, действовало лишь небольшое количество касс взаимопомощи с незначительным числом членов.
На Урале и в Сибири действовали создававшиеся по «положению 1861 года» Горнозаводские товарищества (товарищества горнозаводских рабочих), основной целью которых было социальное страхование, но также и урегулирование трудовых конфликтов. Руководство ГЗТ осуществлялось Попечительными приказами (четыре выборных члена из рабочих и председатель, назначавшийся заводоуправлением).
К началу XX века существовало 16 горнозаводских товариществ.
В 1875—1876 годах в Одессе усилиями народников был создан Южнороссийский союз рабочих.
В 1878—1880 годах действовал Северно-русский союз рабочих в Санкт-Петербурге.
С 1890-х годов в Царстве Польском, Северо-западном крае, Санкт-Петербурге и Москве в связи с активной деятельностью социал-демократической партии стали нелегально возникать рабочие союзы.
В 1901—1903 годах по инициативе С. В. Зубатова в Москве и Санкт-Петербурге были открыты с разрешения властей первые легальные рабочие союзы: «Общество взаимного вспомоществования рабочих механического производства» в Москве и одноимённое общество в Санкт-Петербурге.
В 1904 году в Санкт-Петербурге, по инициативе священника Георгия Гапона и с разрешения властей было открыто легальное «Собрание русских фабрично-заводских рабочих г. Санкт-Петербурга». Однако оно было закрыто после того, как организовало закончившуюся массовыми расстрелами демонстрацию 9 января 1905 года с целью подачи царю петиции об улучшении положения рабочих.
В 1905—1906 годах по всей России образовалось около ста рабочих союзов. Первый из них, «Союз работников печатного дела», был создан 16 апреля 1905 года в Санкт-Петербурге. Некоторые из них первоначально были легализованы, но затем подвергались административным преследованиям, были закрыты или перешли на нелегальное положение.
В 1910 году начался новый подъём рабочего движения и борьбы за профсоюзы. Но своего пика он достиг в начале 1917 года. Не осталось ни одной профессии или группы рабочих по найму, которая не стремилась бы к организации своего профсоюза.

#### СССР

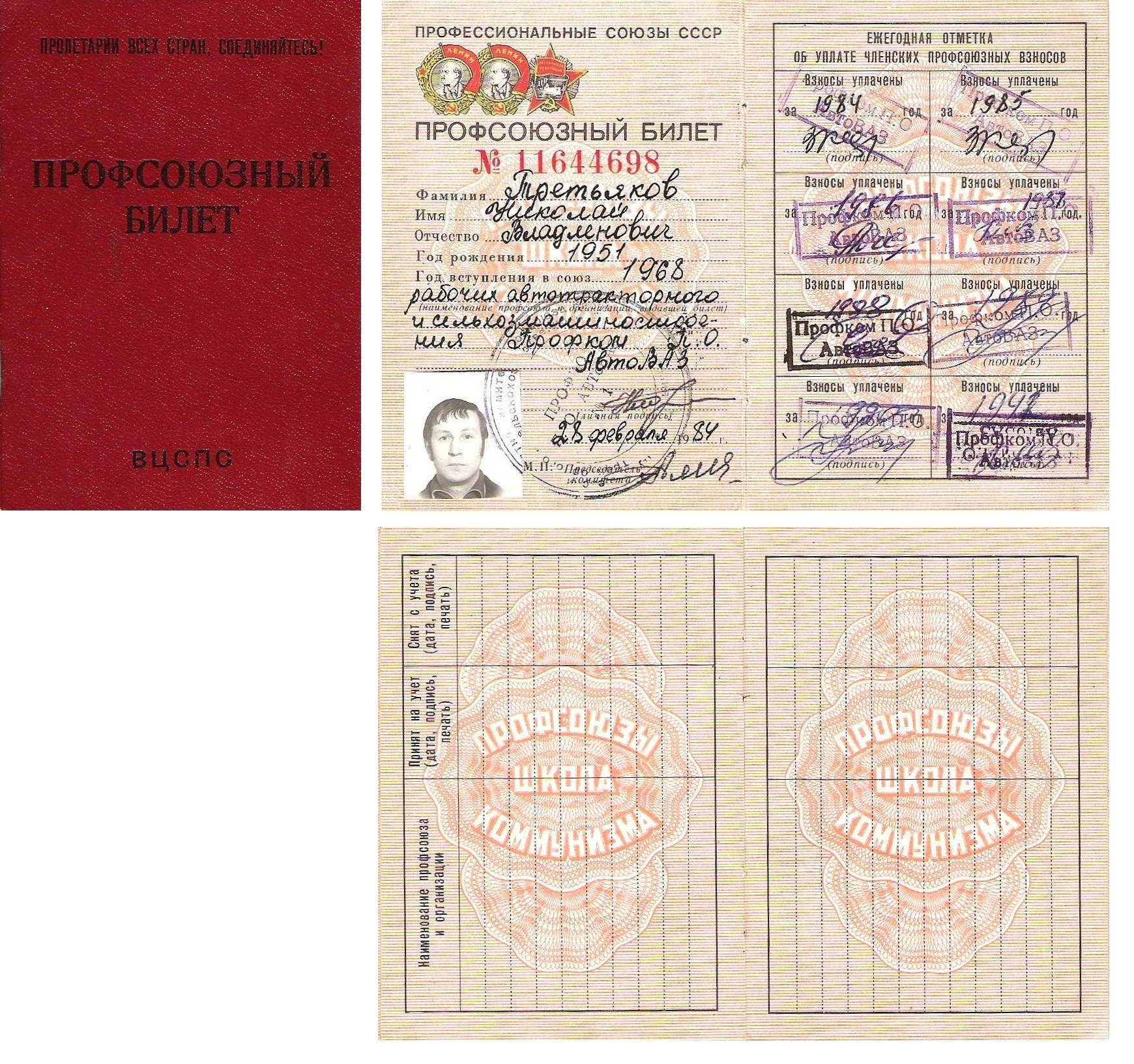
Профсоюзный билет ВЦСПС. Надпись на билете: Профсоюзы школа коммунизма

К лету 1918 года завершился период становления, укрепления, выбора пути развития профсоюзных организаций. Был создан Всесоюзный центральный совет профессиональных союзов (ВЦСПС), первый учредительный съезд которого состоялся в январе 1918 года. В первые годы советской власти они сыграли важную роль в ликвидации безработицы и безграмотности, в обеспечении продовольствием и топливом рабочих и их семей. Кроме того, в ходе Российской революции и гражданской войны анархо-синдикалисты пытались создать общенациональное профсоюзное объединение: на Первом всероссийском съезде профсоюзов было представлено 88 тысяч членов синдикалистских и максималистских объединений, однако постепенно их влияние падало, так что на втором съезде (1919) их было уже 53 тысячи, а на Третьем (1920) — только 35 тысяч. В связи с образованием СССР профсоюзы России вошли в общесоюзную структуру профсоюзов (ВЦСПС) и находились там до 1990 года. 23 июня 1933 года Постановлением ЦИК, СНК СССР и ВЦСПС «Об объединении Народного комиссариата труда СССР с ВЦСПС» объединило Наркомтруда с ВЦСПС (в том числе объединялись их органы на местах). Таким образом ВЦСПС формально стал государственным органом власти, получившим функции надзора в социально-трудовой сфере. Профсоюзные комитеты на предприятиях осуществляли контроль за выполнением законов о труде, распределяли путёвки в санатории и дома отдыха. Однако они фактически были подконтрольны властям, ещё В. Ленин назвал их «приводными ремнями» от коммунистической партии к массам. Первые попытки создания независимых профсоюзов (Свободный профсоюз, Независимый профсоюз трудящихся СССР, Свободное межпрофессиональное объединение трудящихся) состоялись в 1978 году и привели к репрессиям против тех, кто их предпринял.
23 марта 1990 года состоялся Учредительный съезд республиканских профсоюзов РСФСР, который провозгласил отказ от идей марксизма-ленинизма и создание Федерации независимых профсоюзов России (ФНПР), которая объединила большинство российских отраслевых профсоюзов и территориальных профобъединений.

#### Российская Федерация
В 1991 году после распада СССР всесоюзный орган ВЦСПС был преобразован в международное объединение — Всеобщую конфедерацию профсоюзов, в состав которой вошли национальные объединения профсоюзов стран СНГ и Международные объединения отраслевых профсоюзов СНГ. ФНПР стала членской организацией ВКП и в настоящее время насчитывает 122 членские организации; её членами являются более 20 млн человек.
Появились профсоюзы, не входящие в ФНПР (Соцпроф, Всероссийская конфедерация труда, Конфедерация труда России, МПРА, МПРЗ Действие), которые активно проводят забастовки и прочие действия в защиту прав работников. Их активно поддерживают правые и левые партии и движения страны. Профсоюзы развитых стран признают их настоящими и активно развивают с ними сотрудничество.
Также в России существует Союз профсоюзов России (СПР), в который вошли независимые общероссийские профсоюзы и несколько межрегиональных.
Доля российских наёмных работников, состоящих в профсоюзе, с 1990 года постоянно сокращается. Например, в 1997 году 55,2 % работавших России состояли в профсоюзе, а в 2005 году этот показатель составил только 31,4 %. По состоянию на 2005 год большинство членов российских профсоюзов — женщины. Наиболее высокой доля членов профсоюзов была в 2005 году среди работающих, которые находились в возрасте 50—59 лет, наиболее низкой — среди работников в возрасте 18—29 лет. Ввиду бездействия профсоюзов количество членов сокращается, большинство членов российских профсоюзов на 2005 год составили пожилые и средних лет женщины.

### Италия
В Италии рабочие организации стали возникать в виде обществ взаимопомощи, палат труда и отраслевых профсоюзов во второй половине XIX века. В 1906 году была создана Всеобщая конфедерация труда.
После окончания Первой мировой войны в стране начался период под названием «Красное двухлетие» — период подъёма профсоюзного движения, сопровождавшийся массовым захватом фабрик и заводов рабочими и созданием рабочих советов. С приходом Муссолини к власти, профсоюзы подверглись репрессиям и запрету. Независимые профсоюзы продолжали действовать в подполье и во время Второй мировой войны являлись частью антифашистского Сопротивления.
На текущем этапе, итальянское профсоюзное движение представлено тремя крупнейшими профсоюзными центрами: Всеобщей итальянской конфедерацией труда, Итальянской конфедерацией профсоюзов трудящихся и Итальянским союзом труда.

### США
В США крупнейшей профсоюзной организацией является Американская федерация труда — Конгресс производственных профсоюзов (AFL-CIO), которая к 2015 году объединяла 11,1 % работников страны. Профсоюзы тратят немалые деньги на лоббирование. Только в 2015 году на услуги профессиональных лоббистов профсоюзы США потратили 46 млн долларов.
С 2012 года американские профсоюзы стремительно теряют своё политическое влияние, что отчасти связано с уменьшением численности профсоюзных рядов.
В основном профсоюзы поддерживают Демократическую партию.
На президентских выборах 2012 года 91 % средств, вложенных профсоюзами в президентскую кампанию, получили именно демократы. На кампанию Б. Обамы профсоюзы в том году выделили более 519 млн долларов, кроме того лидер профцентра AFL-CIO Ричард Трумка заявил, что «хорошо знает нужды людей труда и всячески прислушивается к их требованиям, однако встречает сильное сопротивление республиканской оппозиции». За это Обама принял ряд решений в интересах профсоюзов, работодателям было предписано публиковать имена внештатных советников, консультирующих их по вопросам взаимодействия с профсоюзами, а в 2015 году профсоюзам были выделены в качестве грантов 70 млн долларов на продвижение интересов работников в политическом процессе.
В ходе президентской кампании 2016 года профцентр AFL-CIO жёстко поддерживал в информационном плане демократа Х. Клинтон, а Ричард Трумка назвал её «чемпионом профсоюзного движения». Клинтон получила от профсоюзов также финансовую помощь — 85 % из более, чем 110 млн долларов, вложенных профсоюзами в президентскую кампанию 2016 года. Впрочем, часть профсоюзов (полицейских и пограничников) поддержала республиканца Д. Трампа.

### Франция
Профсоюзы и рабочие гильдии были запрещены во Франции вплоть до 1884 года из-за закона Ле Шапелье, который был принят во время Великой Французской революции. После принятия в 1884 году закона Вальдека-Руссо, в стране начали создаваться национальные профсоюзные объединения. В 1895 году была создана Всеобщая конфедерация труда. В 1919 году, в противовес ВКТ, сторонниками католического социального учения была создана Французская конфедерация христианских трудящихся. После Второй мировой войны, путём отделения от ВКТ и ФКХТ, были созданы профсоюзные центры Форс увриер и Французская демократическая конфедерация труда.
Во Франции существует система профессиональных выборов, работники секретно голосуют за своих кандидатов от профсоюзов на выборах. Результаты профессиональных выборов показывают уровень представительства профсоюзов. На основании выборов, французский министр труда утверждает список профсоюзов, которые считаются представительными на национальном и межотраслевом уровне.
Франция является страной, с одним из самых низких уровней юнионизации в Европе. Так, на момент 2010 года плотность членства в профсоюзах составляла 8 %.

### Швеция
Шведская система очень специфическая, профсоюзы (Центральное объединение профсоюзов Швеции) имеют большую ответственность за регулирование рынка труда и ответственность за инспекции. Около 90 % работников Швеции защищены коллективными договорами. Около 70 % всех работников являются членами профсоюзов. Социальные партнёры рынка труда встречаются, ведут переговоры и решают спорные вопросы в мирной манере. Дела, связанные с установлением зарплаты и инспекциями, являются компетенцией профсоюзов. Зарплаты устанавливаются на переговорах между участниками рынка труда. Если нет коллективного договора, нет и минимальной зарплаты. Также коллективный договор действителен не только для членов профсоюзов, но и для всех работников на данном рабочем месте. В 2015 году самое большое количество работников состояло в профсоюзе работников муниципалитетов — 521 тыс. и ИФ Метал — 315 тыс.